# 261P/Larson
261P/Larson è una cometa  periodica appartenente alla famiglia delle comete gioviane. La cometa è stata scoperta il 5 luglio 2005 dall'astronomo statunitense Stephen M. Larson: la sua riscoperta il 22 maggio 2012 da parte degli astrofili Nick Howes, Giovanni Sostero e Ernesto Guido ha permesso di numerarla.